# Péricentre
Le Péricentre, parfois appelé Péricentre-Nord lorsqu'on se réfère au QPPV, est un quartier populaire ancien de Mulhouse qui correspond aux secteurs d'habitations ouvriers bâtis lors de l'industrialisation de la ville. Construit au milieu du XIXe siècle par différents industriels qui souhaitaient y loger leurs ouvriers afin de les stabiliser dans les zones de production, on y trouve ainsi différents petits secteurs à l'urbanisme varié dont une cité-jardin bâtie en 1853. On y trouve également le marché du Canal Couvert qui occupe une gigantesque place construite par-dessus le canal de dérivation de l'Ill et qui lie les secteurs Cité-Briand et Franklin-Fridolin. Enfin, l'avenue de Colmar sépare ce dernier du secteur Wolf-Wagner-Vauban-Neppert qui forme la partie Est du Péricentre, limitrophe de la commune d'Illzach.
Le Péricentre se situe au nord du centre historique et a aujourd'hui la particularité commune d'être très densément peuplé (15 970 hab./km2 contre 4 883 hab./km2 pour la commune de Mulhouse), sans grands espaces verts structurants et de concentrer les difficultés sociales. Il est classé comme quartier prioritaire de la politique de la ville (QPPV). Dans le périmètre du QPPV on lui associe le quartier de La Fonderie, parfois appelé Péricentre-Sud, qui est dissocié historiquement et géographiquement du Péricentre et correspond davantage à d'anciens secteurs d'usines en reconversion. Ces deux quartiers forment un ensemble de 32 402 habitants (dont 26 990 habitants pour le Péricentre proprement dit et 5 412 habitants pour La Fonderie) sur 2,59 km2, bénéficiant du Nouveau Programme National de Renouvellement Urbain (NPNRU).

## Secteur Cité-Briand
Le secteur Cité-Briand correspond au tiers ouest du Péricentre. Ce secteur tient son nom d'Aristide Briand, un homme politique et diplomate français. Il se situe de part et d'autre de l'avenue Aristide-Briand, non loin du parc de la Cotonnière. La cité-jardin, au nord, existe depuis 1853 avec ses maison mitoyennes et jardins privatifs créés afin de loger les ouvriers de l'époque.

## Secteur Franklin-Fridolin
Le secteur Franklin-Fridolin correspond au tiers central du Péricentre. Il présente un intérêt patrimonial et comporte plusieurs édifices intéressants, les rues sont séquencées, composées de bâtiments alignés en continu de manière très homogène.
La rue Franklin et l'avenue de Colmar sont composées de bâtiments aux structures variées.

## Secteur Wolf-Wagner-Vauban-Neppert

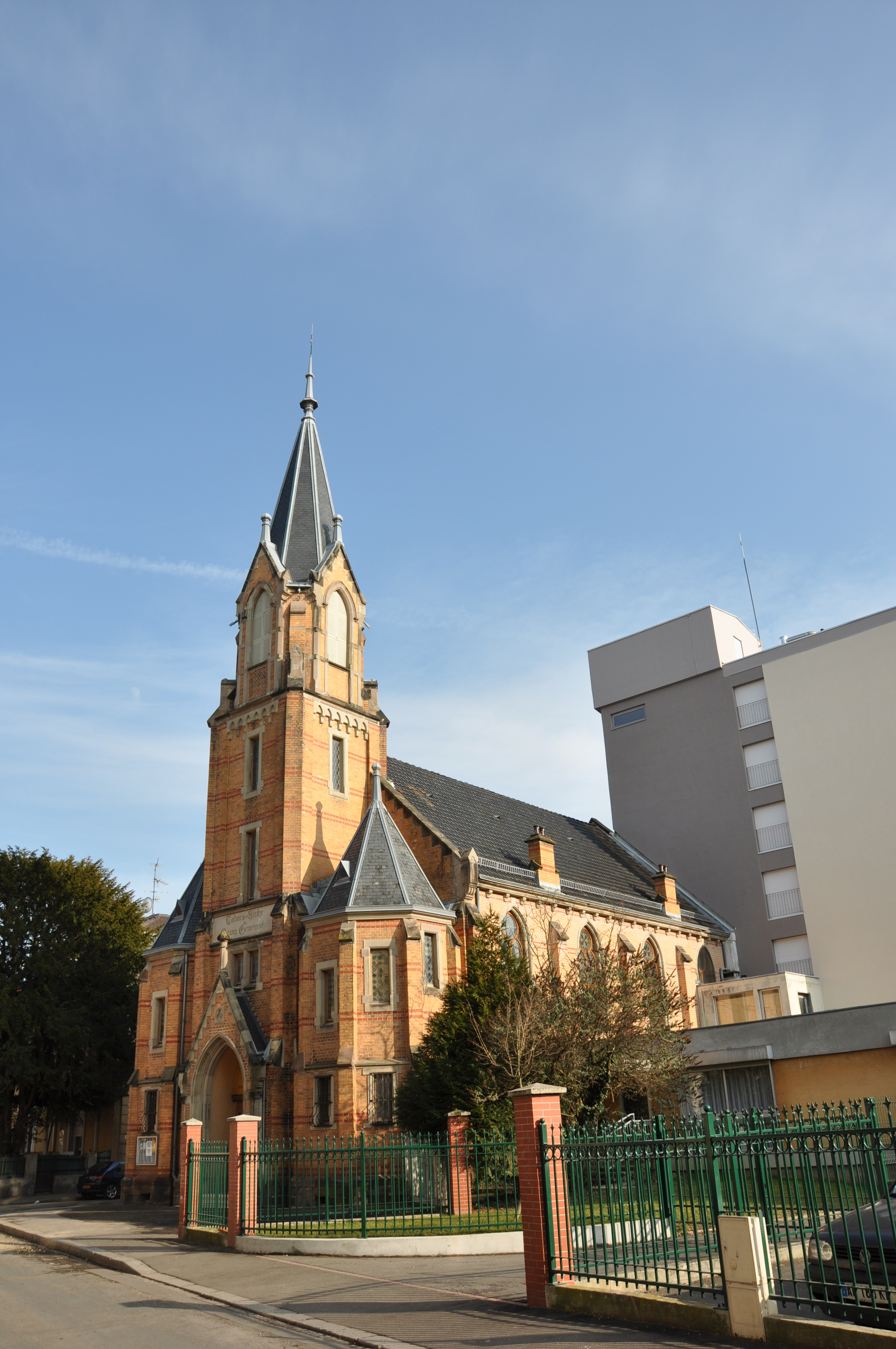
Église Tabor

Le secteur Wolf-Wagner-Vauban-Neppert correspond au tiers Est du Péricentre. Dans sa partie nord-ouest se situe la Cité de l'automobile, un musée national qui abrite  la plus importante collection de voitures du monde
Le secteur d'habitations se situe en bordure immédiate du centre ancien de Mulhouse dont il n’est dissocié que par l’ancienne caserne Coehorn, devenue la Cité Administrative. Il est construit à partir du dernier quart du XIXe siècle.
La cité Wolf est bâtie entre 1924 et 1928 avec une cité-jardin comportant 228 logements. Puis entre 1956 et 1958, l'essentiel de la cité Wagner sort de terre, premier programme d’habitat collectif « en barres » de Mulhouse.
Un écoquartier est créé au sein de ce secteur inaugurant le premier du genre en Alsace.
Plus au sud, le secteur se différencie en 2 axes articulés autour d'une voie principale. Vauban-Neppert se situe à l'est de l'Avenue de Colmar.
Il est l'un des secteurs les plus denses de Mulhouse et comportait de grands ilots issus de l'activité artisanale et un square centrale. Il est en cours de programme de réhabilitation.